# Fornamålagölen
Fornamålagölen är en sjö i Emmaboda kommun i Småland och ingår i Nättrabyåns huvudavrinningsområde. Sjön är 5,5 meter djup, har en yta på 0,0672 kvadratkilometer och är belägen 116,3 meter över havet.

## Delavrinningsområde
Fornamålagölen ingår i det delavrinningsområde (626498-148118) som SMHI kallar för Utloppet av Sidlången. Medelhöjden är 119 meter över havet och ytan är 14,43 kvadratkilometer. Det finns inga avrinningsområden uppströms utan avrinningsområdet är högsta punkten. Vattendraget som avvattnar avrinningsområdet har biflödesordning 3, vilket innebär att vattnet flödar genom totalt 3 vattendrag innan det når havet efter 44 kilometer. Avrinningsområdet består mestadels av skog (72 procent). Avrinningsområdet har 1,48 kvadratkilometer vattenytor vilket ger det en sjöprocent på 10,2 procent.